# Académie du basket-ball français
L'Académie du basket-ball français est un projet de la Fédération française de basket-ball créé dans le but de réunir, et d'inscrire dans les mémoires, les grands noms des personnalités et joueurs français de basket-ball.
Suivant le principe du Hall of Fame américain, les joueurs, entraîneurs et dirigeants qui ont marqué le basket-ball français peuvent être choisis pour entrer à l'Académie, depuis sa fondation en 2004.

## Fonctionnement
Les membres du comité d'honneur élisent chaque année une nouvelle promotion, suivant 6 collèges :
- Collège pionniers
- Collège joueurs/joueuses
- Collège personnalités
- Collège entraineurs
- Collège arbitres
- Collège équipes

## Œuvres
L'Académie sert de plus à réfléchir en partie aux directives que devrait suivre le basket-ball sur le territoire, mais également à récompenser des joueurs pour leur carrière, à l'image de Jim Bilba qui a reçu le Trophée Vladimir Fabrikant pour sa carrière sous le maillot tricolore.

## Liste des membres
| Comité ou Promotion | Membres |
| ------------------- | --- |
| Comité d'honneur    | - Gérard Bosc (Président) - Françoise Amiaud - Jean-Claude Bois - Martine Campi - Jacky Chazalon - Jean Donnadieu - Maxime Dorigo - Isabelle Fijalkowski - Bernard Grosgeorges - Geneviève Guinchard - Pascal Legendre - Michel Rat                                                                                                   |
| Promotion 2004      | - Roger Antoine - Christian Baltzer - Jean-Paul Beugnot - André Buffière - Jacky Chazalon - Maxime Dorigo - Hervé Dubuisson - Alain Gilles |
| Promotion 2005      | - Robert Blanchard - Robert Busnel - Anne-Marie Colchen - Richard Dacoury - Jacques Dessemme - Irène Guidotti - Jacques Marchand |
| Promotion 2006      | Collège joueurs - Robert Monclar - Jacques Perrier - Élisabeth Riffiod - Édith Tavert-Kloeckner Collège dirigeants - Raphaël de Barros Collège pionniers - Marcel Barillé |
| Promotion 2007      | Collège joueurs - Jacques Cachemire - Michel Canque - Jean Degros - Henri Grange - Yannick Stephan Collège pionniers - Étienne Roland Collège équipes - Équipe de France féminine 1934 : Championne du monde aux Jeux mondiaux féminins de 1934 - Équipe de France masculine 1948 : Médaillée d’argent aux Jeux olympiques de Londres |
| Promotion 2008      | Collège joueurs - Louis Bertorelle - Catherine Malfois - Jean-Michel Sénégal Collège entraîneurs - Georgette Coste-Venitien Collège pionniers - Bernard Gasnal Collège personnalités - Pierre Tessier |
| Promotion 2009      | Collège joueurs - Jean-Claude Bonato - Jean Perniceni - Odile Santaniello Collège entraîneurs - Joë Jaunay Collège pionniers - André Tondeur |
| Promotion 2010      | Collège joueurs - Éric Beugnot - Antoine Rigaudeau Collège dirigeants - Pierre Seillant Collège pionnier - Jacques Flouret Collège équipes - Équipe de France masculine 2000 : Médaillée d’argent aux Jeux olympiques de Sydney |
| Promotion 2011      | Collège joueurs - Isabelle Fijalkowski - Jacques Monclar - Yannick Souvré - Philip Szanyiel Collège arbitres - Yvan Mainini Collège pionniers - Yvonne Santais-Houel Collège équipes - Équipe de France féminine 2001 : Championne d'Europe en 2001                                                                                   |
| Promotion 2012      | Collège joueurs - René Chocat - Jacqueline Delachet - Paoline Ekambi - Roger Haudegand - Lucienne Velu Collège personnalités - Jacques Huguet |
| Promotion 2013      | Collège joueurs - Ginette Mazel - Stéphane Ostrowski Collège personnalités - Jean Bayle-Lespitau Collège arbitres - Max Mamie Collège pionniers - Émile Frézot |
| Promotion 2014      | Collège joueurs - Jim Bilba - Martine Campi - Henry Fields - Cathy Melain - Michel Rat Collège personnalités - Gérard Bosc Collège pionniers - Wladimir Fabrikant |
| Promotion 2015      | Collège joueurs - Yann Bonato - Sandra Le Dréan - Michel Le Ray - Colette Passemard Collège personnalités - Jean-Claude Biojout - Xavier Popelier Collège pionniers - Charles Boizard |
| Promotion 2016      | Collège joueurs - Freddy Hufnagel - Françoise Quiblier-Bertal - Jean-Pierre Staelens - André Vacheresse Collège pionniers - Robert Cohu |
| Promotion 2017      | Collège joueurs - Louis Devoti - Lœtitia Moussard - Danielle Peter - Laurent Sciarra Collège personnalités - Jean-Pierre Dusseaulx Collège pionniers - Henri Lesmayoux |
| Promotion 2018      | Collège joueurs - Laurent Foirest - Frédéric Forte - Geneviève Guinchard - Nathalie Lesdema - Moustapha Sonko Collège pionniers - Val Bouryschkine |
| Promotion 2019      | Collège joueurs - Didier Gadou - Edwige Lawson - Stéphane Risacher - Audrey Sauret Collège personnalités - Emile Touzet Collège pionniers - Melvin Rideout Collège équipes - Équipe de France féminine 2009 : Championne d'Europe 2009                                                                                                |
| Promotion 2020      | Collège joueurs - Alain Larrouquis - Emmeline Ndongue - Ronny Turiaf Collège arbitres - Jean-Claude Bois Collège entraineurs - Alain Jardel Collège pionniers - Marguerite Radideau |
| Promotion 2021      | Collège joueurs - Nicole Antibe - Cyril Julian - Anna Kotočová - Ed Murphy Collège arbitres - Chantal Julien Collège entraineurs - Pierre Dao Collège pionniers - Michaël Ruzgis |
| Promotion 2022      | Collège joueurs - Frédéric Weis - Delaney Rudd - Jacqueline Cator Collège personnalités - George Eddy Collège dirigeants - Jean Donnadieu Collège équipes - Équipe de France féminine 2012 : Médaille d'argent aux Jeux olympiques de Londres 2012 Collège pionniers - Alice Milliat                                                  |
| Promotion 2023      | Collège joueurs - Boris Diaw - Laure Savasta - Dominique Leray Collège entraîneurs - Jean Galle - Bernard Grosgeorge Collège équipes - Équipe de France masculine 2013 : Championne d'Europe 2013 Collège pionniers - Justy Specker                                                                                                   |
| Promotion 2024      | Collège joueurs - Corinne Benintendi - Michel Mensch - Tony Parker Collège personnalités - Pierre Fosset Collège entraîneurs - Božidar Maljković Collège pionniers - André Siener |